# Nico Carstens
Nicolaas Cornelius Carstens (Città del Capo, 10 febbraio 1926 – 1º novembre 2016) è stato un fisarmonicista e compositore sudafricano.

## Biografia
Iniziò a suonare la fisarmonica all'età di 13 anni. A 17 anni compose i primi pezzi e ad oggi ne ha scritti più di mille. Formò il suo primo complesso a 24 anni e ha pubblicato oltre 90 album vendendo oltre due milioni di copie solo in Sud Africa.

## Carriera
Divenne famoso negli anni cinquanta grazie al pezzo Zambezi, trascritto per tromba solista, portato ad un successo mondiale da Eddie Calvert e successivamente ripreso da molti artisti tra cui Bert Kaempfert. La musica di Carsens si ispira al Jazz fondendolo con la tradizione sudafricana sia bianca che proveniente dalle altre etnie nazionali.

## Alcuni pezzi e canzoni
- Aap Setties,
- Boerenooi,
- Boma Boma,
- Kombuis Kwela,
- Brakpan Kwela,
- Brakpan Setties,
- Casablanca,
- Die Ou Kalahari,
- Die Springbok Kwela,
- Die Wolf Kwela,
- Geenfonteinse Vastrap,
- Gertjie Wintervoël,
- Goue Tango,
- Goue Vingers,
- Grandma Dooley,
- Hasie,Helena Cha-Cha,
- Helena Tango,

- Herd Boy/ Veewagter,
- Mpi Zulu,
- Jampot Polka,
- Jazz-A-Roo,
- Jy's My Hart,
- Kariba,
- Katjiepieringwals,
- Kersfees Wals,
- Klokkiewals,
- Lente In Switzerland,
- Luanda,
- Meadowlands,
- Meerkat Samba,
- Mimosa Cha-Cha,
- Nader Aan Jou,
- Net Jy Alleen,
- Nico Se Wysie,

- Outa In Die Langpad,
- Pasop Vir Die Maan,
- Pondoland,
- Quietude,
- Ressano Garcia,
- Riksja Booi,
- Shirley Wals,
- Skoppelmaai,
- Skuus Bietjie Hier,
- Soetpatatta,
- Umfaan,
- Vaalpens Polka,
- Voom-Ba-Voom,
- Wag ´n Bietjie,
- Warm Patat,
- Zambezi.